# Otake Masato
Masato Otake (sinh ngày 3 tháng 8 năm 1971) là một cầu thủ bóng đá người Nhật Bản.

## Sự nghiệp câu lạc bộ
Masato Otake đã từng chơi cho Cerezo Osaka.